# Лю Ваньсу
Лю Ваньсу (*劉完素 , 1110—1200) — китайский врач времен Цзинь, основатель хэцзяньской школы медицины.

## Биография
Происходил из небогатой семьи. Родился в г. Хэцзянь (в современной провинции Хэбэй). В 1135 году решил заняться медициной, после того как его мать заболела и умерла из-за отсутствия лечения. В следующие 30 лет Лю Ваньсу изучал книгу «Су вэнь» («Вопросы о простом») и другие классические книги по медицине. Больше всего его интересовали описания причин болезней. В результате он стал знатоком медицинской литературы, создал собственное учение и получил известность как успешный врач. Слава его донеслась до императорского двора. Император Ши-цзун трижды предлагал стать ему придворным врачом, но Лю Ваньсу каждый раз отклонял предложение. Поэтому он получил прозвища «Чиновник-отшельник, который постиг сокровенного» (Тунсюань-чуши) и «Затворник из Хэцзянь» (Хэцзянь-цзюй-ши). В то же время был уважаем на родине. После его смерти люди возвели в честь Лю храм, где ему пели дифирамбы и обращались во время болезней.

## Медицина
Из его работ наиболее значительными являются «Су вэнь сюаньчжи юаньбинши» («Примеры скрытых пружин и истоков болезней, взятые из „Су вэнь“»), «Сюань минлуньфан» («Выяснение формул»), «Сань сяолунь» («Трактат о трёх типах Сяокэ»), «Бинцзи ши чжиутяо» («Девятнадцать причин патологий») и «Шаньхань чжигэ» (傷寒直格, «Обсуждение лихорадочных болезней»). Он считал, что огонь и жар вызывают болезни и лечить их надо холодом (寒 хань) и прохладой (лян 涼), поэтому его школа называется также «школа управления огнём» (чжухо-сюепай 主火學派) или «школа холода и прохлады» (ханьлян-сюепай 寒涼學派). Один из его главных принципов лечения заключался в том, что следует подавлять сердечный огонь и увеличивать почечную воду. Его теория лечения сердечно-сосудистых заболеваний через уничтожение «огня» оказала большое влияние на развитие традиционной китайской медицины.